# Åkersyska
Åkersyska (Stachys arvensis) art i familjen kransblommiga växter.
Det är en ettårig liten ört med vita till rosa blommor som blommar från juli till augusti.